# Lista de representantes permanentes da Bélgica nas Nações Unidas
Esta é uma lista de representantes permanentes da Bélgica, ou outros chefes de missão, junto da Organização das Nações Unidas em Nova Iorque.
A Bélgica foi um dos Estados fundadores das Nações Unidas e é membro desde 27 de dezembro de 1945.
| Início | Término | Representante permanente (Chefe de missão) | Cargo                    | Credenciais |
| ------ | ------- | ------------------------------------------ | ------------------------ | ----------- |
| 1945   | 1946    | Paul-Henri Spaak                           | Representante permanente |             |
| 1946   | 1948    | Fernand Dehousse                           | Representante permanente |             |
| …      | …       |                                            |                          |             |
| 1951   | 1952    | Fernand Dehousse                           | Representante permanente |             |
| …      | …       |                                            |                          |             |
| 1955   |         | Fernand Van Langenhove                     | Representante permanente |             |
| …      | …       |                                            |                          |             |
| 1959   | 1965    | Walter Loridan                             | Representante permanente |             |
| 1965   | 1969    | Constant Schuurmans                        | Representante permanente |             |
| 1972   | 1973    | Edouard Longerstaey                        | Representante permanente |             |
| 1974   | 1977    | Patrick Nothomb                            | Representante permanente |             |
| 1978   | 1981    | André Ernemann                             | Representante permanente |             |
| 1981   | 1988    | Edmonde Dever                              | Representante permanente |             |
| …      | …       |                                            |                          |             |
| 1994   | 1998    | Alexis Reyn                                | Representante permanente |             |
| 1998   | 2001    | André Adam                                 | Representante permanente | 1998-09-08  |
| 2001   | 2004    | Jean de Ruyt                               | Representante permanente | 2001-05-03  |
| 2004   | 2008    | Johan Verbeke                              | Representante permanente | 2004-09-16  |
| 2008   | 2012    | Jan Grauls                                 | Representante permanente | 2008-06-05  |
| 2013   | 2016    | Bénédicte Frankinet                        | Representante permanente | 2013-03-13  |
| 2016   | atual   | Marc Pecsteen de Buytswerve                | Representante permanente | 2016-08-22  |